# Sandringham House
Sandringham House je venkovské sídlo ve farnosti Sandringham v anglickém Norfolku. Bylo jedním z královských sídel Alžběty II., jejíž otec Jiří VI. a dědeček Jiří V. zde zemřeli. Dům stojí na pozemku o rozloze 8 100 hektarů (20 000 akrů) v oblasti výjimečné přírodní krásy na pobřeží hrabství Norfolk. Dům je zapsán na seznamu památek II. stupně a upravené zahrady, park a lesy jsou zapsány v britském  Národním registru historických parků a zahrad.
Místo je obýváno již od alžbětinské doby, kdy zde byl postaven velký panský dům. Ten byl v roce 1771 nahrazen georgiánským sídlem rodiny Hoste Henleyových. V roce 1836 koupil Sandringham londýnský obchodník John Motteux, který již vlastnil jiné nemovitosti v Norfolku a Surrey. Motteux neměl přímého dědice a po jeho smrti v roce 1843 připadl celý majetek Charlesi Spenceru Cowperovi, synovi Motteuxovy blízké přítelkyně Emily Templeové, vikomtky Palmerstonové. Cowper prodal panství Norfolk a Surrey a pustil se do přestavby Sandringhamu. Vedl rozmařilý život a počátkem 60. let 19. století bylo panství zastaveno a on i jeho žena trávili většinu času na kontinentu.
V roce 1862 William Cowper, později jmenovaný lordem Mount Templem, prodal Sandringham a necelých 8 000 akrů půdy Albertu Edwardovi, princi z Walesu, pozdějšímu králi Eduardu VII. jako venkovské sídlo pro něj a jeho budoucí manželku, dánskou princeznu Alexandru. Zaplacená cena činila 220 000 liber, které pocházely z výnosů Cornwallského vévodství, jež připadly princi v době, kdy byl ještě nezletilý. V letech 1870 až 1900 byl dům téměř kompletně přestavěn v jakobínském stylu. Albert Edward panství rozvíjel a vytvořil zde jednu z nejlepších honiteb v Anglii. Po jeho smrti v roce 1910 přešlo panství na Edwardova syna a dědice Jiřího V., který dům popsal jako „drahý starý Sandringham, místo, které miluji více než kterékoli jiné na světě“. V roce 1932 se zde konalo první vánoční rozhlasové vysílání. Jiří v domě zemřel 20. ledna 1936. Panství přešlo na jeho syna Eduarda VIII. a při jeho abdikaci jej jako soukromý majetek panovníka koupil Eduardův bratr Jiří VI. Jiří byl domu oddán stejně jako jeho otec a své matce královně Marii napsal: „Vždycky jsem tu byl tak šťastný a miluji to místo“. Zemřel v Sandringhamu 6. února 1952.
Po králově smrti připadl Sandringham jeho dceři, Alžbětě II. Královna trávila na sandringhamském panství každou zimu přibližně dva měsíce, včetně výročí smrti svého otce a svého nástupu na trůn na začátku února. V roce 1957 odvysílala ze Sandringhamu své první televizní vánoční poselství. V 60. letech 20. století byly vypracovány plány na demolici domu a jeho nahrazení moderní budovou, které však nebyly realizovány. V roce 1977, u příležitosti svého stříbrného jubilea, královna poprvé otevřela dům a pozemky pro veřejnost. Na rozdíl od královských paláců ve vlastnictví Koruny, jako je Buckinghamský palác a hrad Windsor, je Sandringham v osobním vlastnictví panovníka. 